# Edmunds–Tucker Act
Der Edmunds–Tucker Act oder das Edmunds-Tucker-Gesetz war ein Bundesgesetz der Vereinigten Staaten aus dem Jahr 1887. Das Gesetz wurde wegen einer Meinungsverschiedenheit zwischen dem Kongress der Vereinigten Staaten und der Kirche Jesu Christi der Heiligen der Letzten Tage über die Polygamie beschlossen. Es ist auf dem US Code Title 48 & 1461 zu finden. Der gesamte Text ist bei 24 Stat. 635. Dies ist eine abgekürzte Version von Akte 24, Seite 635 des United States Statutes at Large. Das Gesetz ist benannt nach seinen beiden Sponsoren, Senator George F. Edmunds von Vermont und Mitglied des Repräsentantenhauses John Randolph Tucker von Virginia.
Das Gesetz wurde im Jahr 1978 aufgehoben.

## Rechtliche Geschichte
Der Präsident der Vereinigten Staaten, Grover Cleveland, diskutierte leidenschaftlich das Thema der Polygamie in Utah, in einer Rede an den Kongress im Dezember 1885:

„Die Stärke, die Ewigkeit und das Schicksal unserer Nation liegen in unserem Heim. Dieses ist etabliert mit dem Gesetz von Gott, geschützt mit der Sicherheit der Eltern, reguliert mit der Autorität der Eltern und heilig gemacht mit der Liebe der Eltern. Dies sind keine Heime der Polygamie … Es gibt keine Eigenschaft dieser Praxis oder des Systems, das sie fördert, welche nicht gegen alle Werte unserer Institutionen verstößt. Es soll keine Schwäche gezeigt werden bei der gerechten Ausführung der jetzigen Gesetze. Ich bin froh darüber, weitere Gesetze zu unterschreiben, die dieses Land von dem Fleck auf seinem Ansehen befreien. Da die Leute, die die Polygamie in unserem Land praktizieren, durch Einwanderung aus anderen Ländern verstärkt werden, empfehle ich die Einführung eines Gesetzes, welches die Einwanderung von Mormonen in unser Land verhindert.“

Die Vorlage wurde vom Senat im Januar 1886 mit einer Mehrheit von 38 zu 7 angenommen. Das Repräsentantenhaus akzeptierte die Vorlage im Januar 1887. Präsident Cleveland weigerte sich, die Vorlage zu unterschreiben; jedoch stimmte er nicht mit einem Veto dagegen. Folglich wurde die Vorlage am 3. März 1887 zum Bundesgesetz.

## Maßnahmen
Das Gesetz löste die Kirche Jesu Christi der Heiligen der Letzten Tage und den Perpetual Emigration Fund auf, da diese die Polygamie förderten. Das Gesetz verbot die Polygamie und verhängte Geldstrafen von 500 bis 800 Dollar und Gefängnisstrafen von bis zu fünf Jahren für Menschen, die diese praktizierten. Das Gesetz verlangte auch die Konfiszierung des Eigentums der Kirche durch die Bundesregierung. Es wurde ausgeführt von dem United States Marshals Service.
Das Gesetz
- löste die HLT-Kirche und den Perpetual Emigration Fund auf; deren Eigentum sollte für die öffentlichen Schulen in dem Territorium genutzt werden[7]
- verlangte einen Anti-Polygamie-Eid für Wähler, Juristen und öffentliche Beamte
- setzte örtliche Gesetze ab, die unehelichen Kindern das Erben ermöglichten
- verlangte zivilrechtliche Ehelizenzen (zur Hilfe der Verfolgung von Polygamisten)
- schaffte das Gesetz des Ehepartner-Privileges für Polygamisten ab, um die Frauen zu veranlassen, gegen ihren Ehemann auszusagen[8]
- verbot das Frauenwahlrecht in Utah[9]
- ersetzte lokale Richter durch Richter, die von der Bundesregierung ernannt wurden
- schaffte den Posten des lokalen Leiters von Schulen ab, um die Schulen wieder unter die Kontrolle der Bundesregierung zu bekommen.[10]

Der U.S. Supreme Court erklärte das Gesetz im Jahr 1890 für vereinbar mit der Verfassung. Der Fall hieß Late Corp. of the Church of Jesus Christ of Latter-Day Saints v. United States.
Das Gesetz wurde im Jahr 1978 abgeschafft.